# Église Saint-Cyr-et-Sainte-Julitte de Saint-Cyr-en-Arthies
L'église Saint-Cyr-et-Sainte-Julitte est située à Saint-Cyr-en-Arthies, dans le Val-d'Oise.

## Description
L'édifice est inscrit aux monuments historiques depuis 1947.

## Galerie d'images

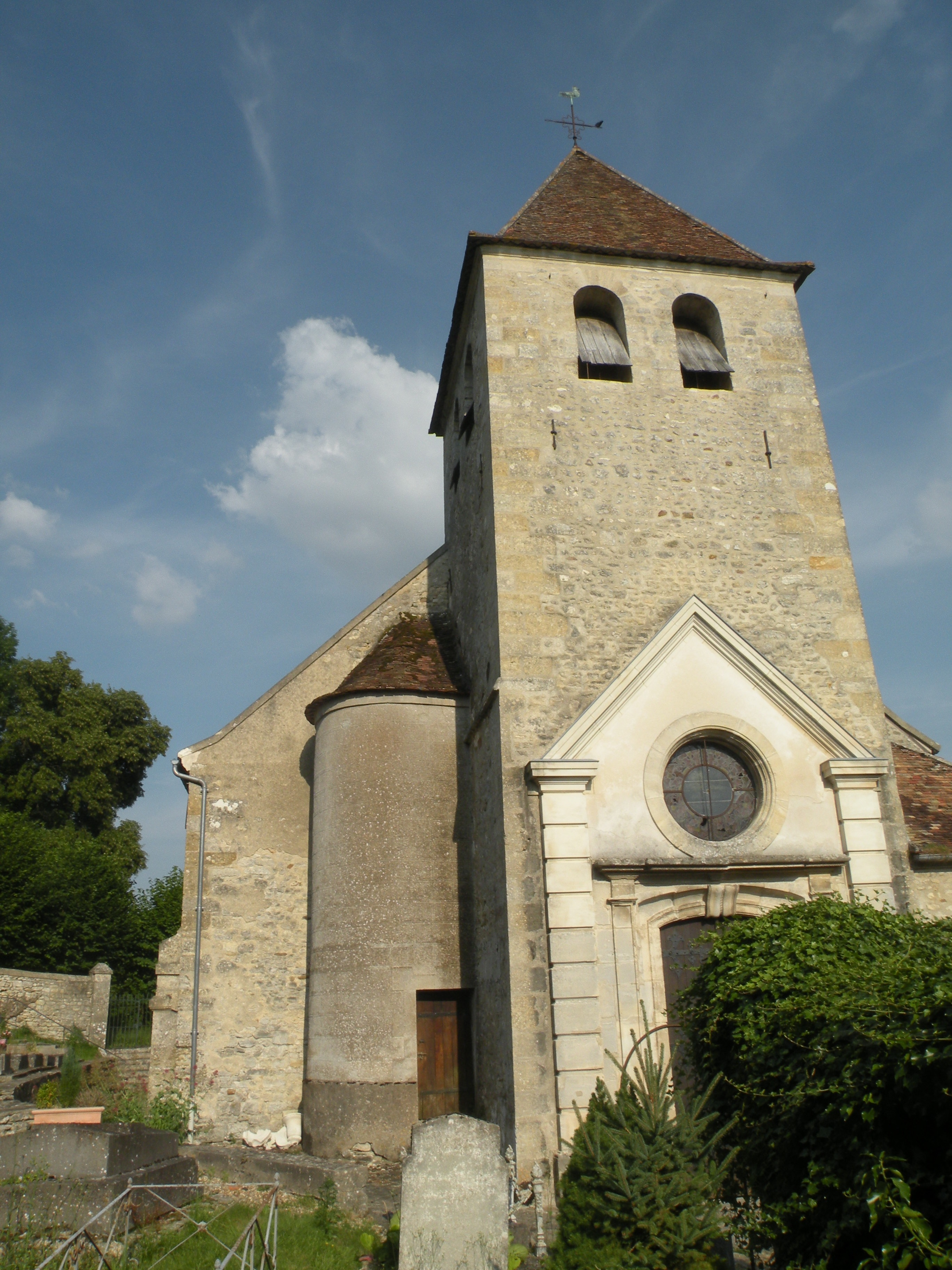
La façade et le clocher
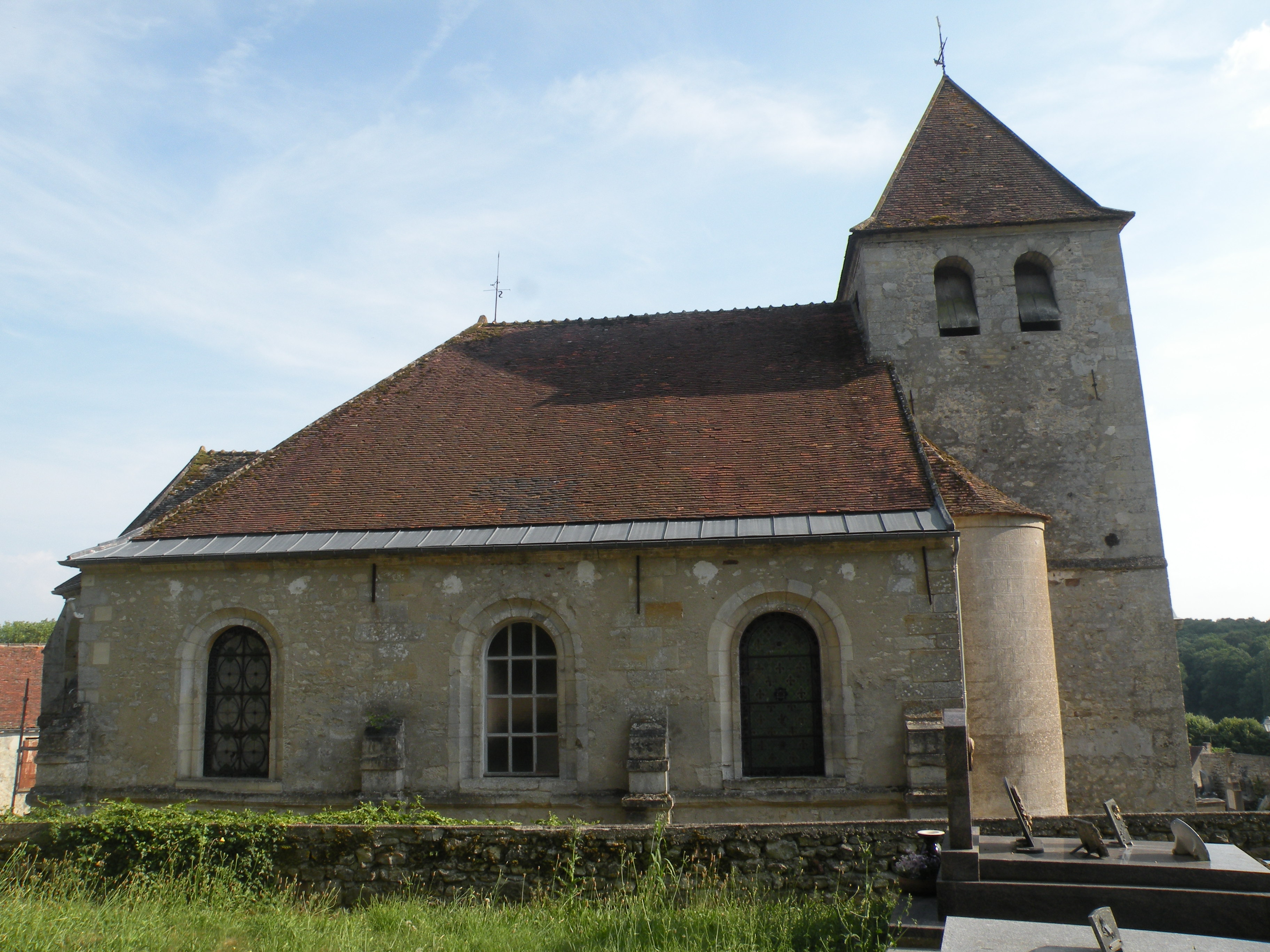
Vue du nord